# جورج لاسين
جورج لاسين (بالألمانية: Georg Lassen)‏ هو جندي وتاجر ألماني، ولد في 12 مايو 1915 في برلين شتجليتز في ألمانيا، وتوفي في 18 يناير 2012 في كالفيا في إسبانيا.